# ويليام خافير باربوزا
ويليام خافير باربوزا (بالبرتغالية: William Xavier Barbosa‏) (22 سبتمبر 1983 في كامبو غراندي في البرازيل – )؛ هو لاعب كرة قدم كان يلعب كمهاجم.

## وصلات خارجية
- ويليام خافير باربوزا على موقع رابطة كرة القدم اليابانية للمحترفين (اليابانية)
- ويليام خافير باربوزا على موقع قاعدة بيانات كرة القدم.إي يو (الإنجليزية)
- ويليام خافير باربوزا على موقع Soccerway.com (الإنجليزية)
- ويليام خافير باربوزا على موقع عالم كرة القدم.نت (الإنجليزية)